# Senta Auth
Senta Auth (n. 9 august 1974 în München) este o actriță germană.
A urmat cursurile de dramaturgie la școala "Schauspiel München".
Participă la proiectul "Friedrichs Wahn". Debutul pe micul ecran îl are cu filmul "Bei aller Liebe" (în 1998). Din anul 1999 va juca diferite roluri în filme de scurt metraj ca "Just a Little Bit", sub regia lui Dieter Wardetzky, sau în serialele "Die Rosenheim-Cops", "Deutschmänner" și "La Dolce Rita". Joacă și în diferite piese de teatru ca "Pia Hänggis", "Plötzlich letzten Sommer" și "Celino Bleiweiß" o adaptare după piesa "Die Katze auf dem heißen Blechdach". Din octombrie 2007 jocă rolul principal ca Veronika "Vroni" Brunner din serialul "Dahoam is Dahoam".